# ميريام دياز (صحفي)
ميريام دياز (بالإسبانية: Miriam Díaz-Aroca)‏ (و. 1962  م) هي صحفية، وكاتِبة، وممثلة أفلام، وممثلة مسرحية، ومقدمة تلفزيونية إسبانية، ولدت في مدريد.

## التعليم
تعلمت في جامعة كمبلوتنسي بمدريد
.

## وصلات خارجية
- ميريام دياز على موقع IMDb (الإنجليزية)
- ميريام دياز على موقع ألو سيني (الفرنسية)
- ميريام دياز على موقع أول موفي (الإنجليزية)
- ميريام دياز على موقع قاعدة بيانات الأفلام السويدية (السويدية)
- ميريام دياز على موقع قاعدة بيانات الفيلم (الإنجليزية)
- ميريام دياز على موقع كينوبويسك (الروسية)